# Präzeptor
Präzeptor (auch Praezeptor und Praeceptor, von lat. „praeceptum“ = Vorschrift, Lehre) war im Mittelalter und in der Frühen Neuzeit die Bezeichnung für den Lehrer, besonders für den Hauslehrer.
Im 18. und 19. Jahrhundert wurde damit aber auch der Lehrer von Lateinschulen und der Unterstufe des Gymnasiums und anderer höherer Schulen bezeichnet, so dass, wenn einmal ein Hauslehrer damit bezeichnet wurde, eine geachtetere Stellung als die eines Hofmeisters, auch gleichbedeutend mit Hauslehrer, angedeutet war. So wurden Fürstenerzieher, die Fürstenkinder an die Universität oder auf Bildungsreisen begleiteten, wie z. B. Johann Gottfried Herder oder Justus Georg Schottelius, auch Präzeptor genannt.
„Praeceptor Germaniae“ war ein Ehrentitel für Hrabanus Maurus und Philipp Melanchthon sowie in der Schachwelt für Siegbert Tarrasch.
Johannes Orth bezeichnete seinen Lehrer und Vorgänger Rudolf Virchow 1855 nicht nur als „Praezeptor Germaniae“, sondern sogar als „Praezeptor orbis terrarum“. Der siebenbürgisch-sächsische Schulmann und Universalgelehrte Johannes Honterus wurde „Praeceptor Saxonum“ genannt.
In vielen donauschwäbischen Gemeinden existierte zu Beginn des 19. Jahrhunderts eine zweiklassige Trivialschule mit einem vollwertigen Lehrer und einem Unterlehrer, der ebenfalls als Präzeptor bezeichnet wurde. Im Laufe der Zeit bildete sich die Rangfolge Oberlehrer oder Schulmeister, der in der Regel auch Kantor war, Lehrer, Unterlehrer und Präzeptor (Lehrergehilfe) aus, nach der sich auch die Bezahlung richtete.

## Der Präzeptor in der Literatur
Im 19. Jahrhundert widmete Theodor Fontane in Cécile ein Kapitel dem Präzeptor Rodenstein, dessen prekäre gesellschaftliche Stellung hier halbironisch mit einem leichten Anflug von Gesellschaftskritik behandelt wird: Der Emeritus erklärt dort: „Doch ist nicht jeder Lehrer ein Präzeptor. Die Nomination des meinigen (er ist bereits ein hoher Siebziger) stammt noch aus einer Zeit her, wo man den Dorfschulmeistern, wenn im Dorfe der Pfarrer fehlte, den Extratitel eines Präzeptors beilegte. Wenigstens in unserer Braunschweiger Gegend. Damit war dann angedeutet, dass der Betreffende von einer gewissen höheren Ordnung und sowohl berechtigt wie verpflichtet sei, Sonntag für Sonntag der Gemeinde das Evangelium oder auch eine Predigt aus einem Predigtbuche vorzulesen.“
Dieser Präzeptor hat nämlich, als seine Augen schlechter wurden, statt Predigten vorzulesen, selbst gepredigt und so einerseits seine Kompetenzen überschritten und andererseits zu deutlich zunehmendem Kirchenbesuch beigetragen. Nach Jahren dieser Tätigkeit zeigt er sich selbst an, wird dafür aber weder gemaßregelt noch in seiner Predigerstellung bestätigt, so dass er sich entschließt, seinen Abschied einzureichen.

## Der Präzeptor als Klostervorsteher
Bei dem 1095 gegründeten Hospitalorden der Antoniter wurde der Klostervorsteher als Präzeptor, auch Generalpräzeptor, bezeichnet.